# Copa Chatham 2014
La Copa Chatham 2014 fue la 87va edición del torneo de fútbol más antiguo de Nueva Zelanda. Comenzó el 21 de abril con la fase de clasificación y finalizó el 7 de septiembre, día que se disputó la final.
127 clubes que participan en las ligas regionales del país se inscribieron en la competición, cinco menos que la edición anterior. El Cashmere Technical obtuvo su segundo título consecutivo luego de vencer al Central United 2-1.

## Segunda ronda
Para ver los resultados de la primera ronda y la fase clasificatoria véase Clasificación para la Copa Chatham 2014.
Jugada el 2 de junio.
| Local                     | Resultado          | Visitante               |
| ------------------------- | ------------------ | ----------------------- |
| Mt Albert-Ponsoby         | 0 - 2              | North Shore United      |
| Bay Olympic               | 2 - 1              | Three Kings United      |
| Mangere United            | 3 - 3 (5 - 4 pen.) | Hamilton Wanderers      |
| Mt Albert Grammar School  | 1 - 4              | Onehunga Sports         |
| Ngongotaha AFC            | 4 - 2              | South Auckland Rangers  |
| Glenfield Rovers          | 2 - 1              | Eastern Suburbs         |
| Hibiscus Coast            | 1 - 0              | Manurewa AFC            |
| Ngaruawahia United        | 1 - 2              | East Coast Bays         |
| Melville United           | 3 - 1              | Forrest Hill Milford    |
| Waitakere City FC         | 4 - 0              | Hukanui Rototuna        |
| Papakura City             | 1 - 4              | Central United          |
| Claudelands Rovers        | 1 - 4              | Metro FC                |
| Onehunga Mangere United   | 0 - 4              | Birkenhead United       |
| Ellerslie AFC             | 5 - 1              | Waiuku AFC              |
| Lynn-Avon United          | 0 - 8              | Tauranga City United    |
| Fencibles United          | 1 - 3              | Western Springs         |
| Universidad de Victoria   | 3 - 0              | North End AFC           |
| Napier City Rovers        | 5 - 4 (t. e.)      | Wellington Olympic      |
| Miramar Rangers           | 1 - 0              | Western Suburbs         |
| Waterside Karori          | 1 - 3              | Tawa AFC                |
| Havelock North Wanderers  | 0 - 5              | Palmerston North Marist |
| Stokes Valley             | 1 - 4              | Lower Hutt City         |
| Island Bay United         | 2 - 0              | Wainuiomata             |
| Upper Hutt City           | 2 - 0              | Wairarapa United        |
| Richmond Athletic         | 2 - 0              | Nelson College          |
| Coastal Spirit            | 1 - 0              | Nomads United           |
| Universidad de Canterbury | 0 - 4              | Halswell United         |
| Burwood AFC               | 0 - 9              | Cashmere Technical      |
| Old Boys AFC              | 0 - 2              | Universidad de Otago    |
| Northern Hearts           | 5 - 0              | Mosgiel AFC             |
| West End FC               | 2 - 3              | Pleasant Point          |
| Dunedin Technical         | 4 - 2              | Roslyn Wakari           |

## Tercera ronda
Disputada el 14 y 15 de junio.
| Local                | Resultado          | Visitante               |
| -------------------- | ------------------ | ----------------------- |
| Western Springs      | 1 - 2              | Bay Olympic             |
| East Coast Bays      | 2 - 3 (t. e.)      | Tauranga City United    |
| Waitakere City FC    | 0 - 1              | Melville United         |
| Metro FC             | 0 - 2              | Onehunga Sports         |
| Hibiscus Coast       | 2 - 3              | Ngongotaha AFC          |
| Birkenhead United    | 3 - 4              | Central United          |
| Glenfield Rovers     | 3 - 0              | Ellerslie AFC           |
| North Shore United   | 1 - 3              | Hamilton Wanderers      |
| Tawa AFC             | 1 - 0              | Upper Hutt City         |
| Lower Hutt City      | 1 - 2              | Miramar Rangers         |
| Island Bay United    | 2 - 1              | Universidad de Victoria |
| Napier City Rovers   | 3 - 3 (pen. 5 - 4) | Palmerston North Marist |
| Cashmere Technical   | 2 - 1              | Halswell United         |
| Richmond Athletic    | 1 - 2              | Coastal Spirit          |
| Dunedin Technical    | 11 - 1             | Pleasant Point          |
| Universidad de Otago | 4 - 0              | Northern Hearts         |

## Cuarta ronda
Tuvo lugar entre el 28 y 29 de junio.
| Local                | Resultado | Visitante            |
| -------------------- | --------- | -------------------- |
| Bay Olympic          | 2 - 3     | Hamilton Wanderers   |
| Ngongotaha AFC       | 1 - 2     | Melville United      |
| Central United       | 3 - 1     | Glenfield Rovers     |
| Tauranga City United | 0 - 2     | Onehunga Sports      |
| Tawa AFC             | 2 - 4     | Napier City Rovers   |
| Island Bay United    | 3 - 2     | Miramar Rangers      |
| Coastal Spirit       | 0 - 1     | Cashmere Technical   |
| Dunedin Technical    | 1 - 0     | Universidad de Otago |

## Cuartos de final
| 27 de julio de 2014 | Melville United | 1:2 (1:0) | Onehunga Sports           | Gower Park, Hamilton |  |
|                     | Te Pou 25'      | Reporte   | Lovemore 50' · Culpan 83' |                      |  |

| 27 de julio de 2014 | Dunedin Technical | 0:3 (0:0) | Cashmere Technical                      | Caledonian Ground, Dunedin |  |
|                     |                   | Reporte   | Clapham 63' · Wellbourn 84' · Evans 90' |                            |  |

| 27 de julio de 2014 | Island Bay United | 1:4 (1:1) | Napier City Rovers                                          | Wakefield Park, Wellington |  |
|                     | Holmes 5'         | Reporte   | Bevin 28' · Stevenson 63' · Tinsley 77' (pen.) 90+4' (pen.) |                            |  |

| 27 de julio de 2014 | Central United      | 2:0 (0:0) | Hamilton Wanderers | Kiwitea Street, Auckland |  |
|                     | Tade 65' 90' (pen.) | Reporte   |                    |                          |  |

## Semifinales
| 16 de agosto de 2014 | Onehunga Sports | 0:4 (0:1) | Cashmere Technical                              | Waikaraka Park, Auckland |  |
|                      |                 | Reporte   | Wellbourn 3' 65' · Boys 46' (pen.) · Barton 66' |                          |  |

| 17 de agosto de 2014 | Central United                | 2:0 (1:0) | Napier City Rovers | Kiwitea Street, Auckland |  |
|                      | Reimann 39' (pen.) · Hoyt 73' | Reporte   |                    |                          |  |

## Final
| 7 de septiembre de 2014 | Central United | 1:2 (1:2) | Cashmere Technical        | North Harbour, Auckland |  |
|                         | Tade 14'       | Reporte   | Wellbourn 4' · Terris 41' |                         |  |

| Bandera de Nueva Zelanda             |
| Campeón Cashmere Technical 2º título |